# سامرست (ماساچوست)
سامرست(به انگلیسی: Somerset) شهرکی در شهرستان بریستول ایالت ماساچوست می‌باشد که در سال ۱۷۹۰ بنیان‌گذاری شده‌است. این شهرک در سرشماری سال ۲۰۱۰ میلادی، ۱۸٬۱۶۵ نفر جمعیت داشته‌است.